# Politiezone HAZODI
De Politiezone HAZODI (zonenummer 5370) was een Belgische politiezone, die bestond uit de Limburgse gemeenten Hasselt, Zonhoven en Diepenbeek, waarvan Hasselt de grootste is. De politiezone behoorde tot het gerechtelijk arrondissement Limburg.
De zone verzorgde de basispolitiezorg voor in totaal 115.143 inwoners (op 1 januari 2013), verspreid over een oppervlakte van 182,77 km². De zone was een van de 195 zones van de lokale politie in België tot het op 1 januari 2016 fuseerde samen met de zone West-Limburg tot de nieuwe politiezone Limburg Regio Hoofdstad.
HAZODI werd geleid door een korpschef. Het beheer en de organisatie van de zone werd uitgevoerd door het politiecollege, dat bestond uit de burgemeesters van Hasselt, Zonhoven en Diepenbeek en de korpschef. De burgemeester van Hasselt was voorzitter van het politiecollege.
Het hoofdcommissariaat van de politiezone was gelegen te Hasselt aan de Thonissenlaan 70, net langs de Groene Boulevard.

## Afdelingen
De politiezone bestond uit 7 afdelingen, met elk een eigen kantoor:
- Hasselt Centrum
- Sint-Lambrechts-Herk
- Kuringen-Stokrooie
- Kermt-Spalbeek-Tuilt
- Stevoort
- Zonhoven
- Diepenbeek

## Schandaal
Na een uitzending van het VRT-programma Panorama in oktober 2011, raakte bekend dat verschillende toplui van de Politiezone HAZODI, waarvan Hilde Claes de voorzitter van de politieraad en het politiecollege is, zichzelf zouden verrijkt hebben met geld uit het politiebudget. Verschillende mensen, waaronder voormalig korpschef Michel Beckers, zouden zichzelf onterecht premies hebben uitbetaald die opliepen tot 350 euro per maand. Ook zou de korpschef een sollicitante, die gezakt was voor het toegangsexamen, toch hebben aangenomen. Enkele medewerkers van de politiezone stapten naar het Comité P, maar werden daar niet gehoord. Ze werden in 2009 zelf aangeklaagd voor fraude, en werden uiteindelijk overgeplaatst door de toen pas benoemde Hasseltse burgemeester Hilde Claes.
Burgemeester Hilde Claes zei na de uitzending dat er betreffende de fraude door de voormalige korpschef nooit bewijzen zijn gevonden, en dat er geen fouten zijn gemaakt.  Er werd wel een parlementaire onderzoekscommissie gestart om de rol van het Comité P te onderzoeken.  Claes kreeg ook veel kritiek, onder andere van de politievakbond NSPV, die zei dat ze een zware inschattingsfout heeft gemaakt.
De reportage zelf kreeg ook veel kritiek, onder meer door Procureur des Konings Marc Rubens, die eveneens in een slecht daglicht werd gesteld door de reportage. De VRT-hoofdredactie bleef de reportage en zijn maker echter steunen. Verschillende klokkenluiders, die meewerkten aan de reportage, zeiden ook dat ze bedreigd en onder druk gezet werden om de medewerking stop te zetten.
Uiteindelijk boog Claes dan toch voor de druk, en gaf ze toe dat ze de wantoestanden niet hard genoeg had aangepakt. Ze bood haar excuses aan in een persmededeling en kondigde een tienpuntenprogramma aan om de misbruiken een halt toe te roepen.
Op 11 oktober 2011 heeft de correctionele rechtbank te Hasselt de twee medewerkers, die aangeklaagd waren voor diefstal, schriftvervalsing en fraude, over de gehele lijn vrijgesproken.

## Trivia
De naam van de politiezone, HAZODI, is een acroniem gevormd door de eerste twee letters van de drie gemeenten waarover de politiezone zich uitstrekt.